# Verdes são os campos

Verdes são os campos est un poème de Luis de Camões édité pour la première fois en 1598 par Estêvão Lopes. Il a été repris comme chanson par l'auteur-compositeur interprète portugais Zeca Afonso.

## Verdes são os campos
| Version portugaise | Traduction en français |
| --- | --- |
| Verdes são os campos, De cor de limão: Assim são os olhos Do meu coração. Campo, que te estendes Com verdura bela; Ovelhas, que nela Vosso pasto tendes, De ervas vos mantendes Que traz o Verão, E eu das lembranças Do meu coração. Gados que pasceis Com contentamento, Vosso mantimento Não no entendereis; Isso que comeis Não são ervas, não: São graças dos olhos Do meu coração. | Verts sont les champs, Couleur citron: Ainsi sont les yeux Que j'ai dans mon cœur. Champ, tu t'étends Avec une verdure belle Brebis, qui en elle paissez De l'herbe vous vous nourrissez Qu'apporte l'été, Et moi des souvenirs De mon cœur. Troupeaux qui paissez Avec contentement, Votre pâture Vous ne l'entendez pas; Ce que vous mangez là Ce n'est pas de l'herbe, non: Ce sont des cadeaux des yeux De mon cœur. |